# Кушнир, Геннадий Степанович
Геннадий Степанович Кушнир (1 января 1948) — советский хоккеист с мячом, мастер спорта СССР и российский тренер по хоккею с мячом и мини-хоккею с мячом.

## Карьера
Г. С. Кушнир основную часть своей игровой карьеры провёл в родном Ульяновске в составе «Волги».
Быстрый, техничный, нацеленный на ворота, умел своевременно открываться для приёма мяча, обладал сильным и прицельным ударом. Неплохо играл в хоккей с шайбой.
В 1994-2001 годах помогал А. Г.Рушкину тренировать команду «Волга». При его участии «Волга» стала в 1997 году третьим призёром чемпионата России, а в 2000 году вышла в финал Кубка России.
По окончании игровой карьеры тренировал «Строитель», «Волгу». Работал в ДЮСШ Ульяновска.

## Достижения в хоккее с мячом

### В клубах
Чемпион СССР среди юношей (2) (1965, 1966) 

 Победитель Спартакиады народов РСФСР (1) (1966) 

 Бронзовый призёр чемпионата СССР (2) (1976, 1977)

## Достижения тренера
- Бронзовый призёр Кубка викингов (Хамар, Норвегия) (1996)
- Бронзовый призёр Кубка России (1996)
- Бронзовый призёр чемпионата России (1997)
- Финалист Кубка России (2000)
- Участник Кубка мира (Юсдаль, Швеция) (2000)

 – Чемпион мира по мини-хоккею с мячом (1998)